# David Ayer

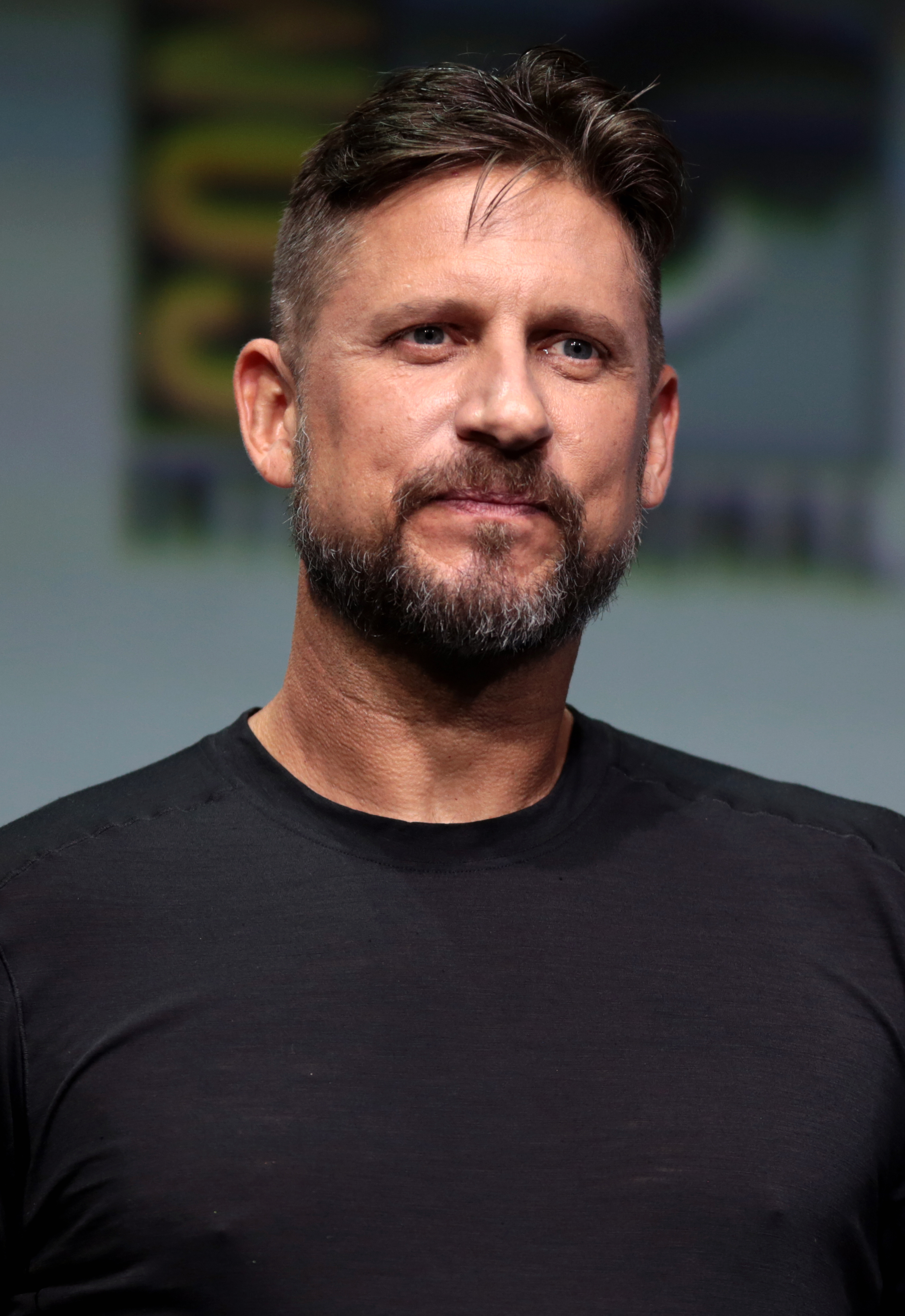
David Ayer auf der Comic-Con in San Diego (2017)

David Ayer (* 1968 in Champaign, Illinois) ist ein US-amerikanischer Drehbuchautor, Filmregisseur und -produzent.

## Leben und Werdegang
David Ayer wurde 1968 in Champaign, Illinois geboren. Als Jugendlicher wurde er von seinen Eltern aus dem Haus geworfen und lebte daraufhin mit seinem Cousin in Los Angeles. Ayer ist bekannt für seine Erfahrungen über das Leben in Los Angeles, die als Inspiration für viele seiner Filme dienten.
Ayer schrieb das Drehbuch für den Thriller Dark Blue und durch seine Recherche beim LAPD, der Polizei von Los Angeles, entstand sein berühmtestes Werk, das Drehbuch zu Training Day, das er für eine Million Dollar verkaufte. Sein nächstes Skript, Squids, verkaufte er für 1,5 Millionen Dollar. Das Drehbuch kam im Jahr 2000 als U-571 in die Kinos. Für diese Geschichte, einem U-Boot-Thriller, griff er auf seine Erfahrungen als U-Boot-Fahrer bei der US-Navy zurück. Es handelt sich um einen fiktiven Bericht darüber, wie im Zweiten Weltkrieg die US-Amerikaner den deutschen Enigma-Code vor den Briten knacken. Ayer betonte jedoch in einem Interview, er habe nicht vor, die Wahrheit in einem seiner Drehbücher so zu verdrehen, wie es bei U-571 der Fall gewesen sei. Bei diesem Aspekt der Geschichte fühle er sich nicht wohl. „Es war eine Verzerrung“, so Ayer, „eine gewinnsüchtige Entscheidung, diese Parallelgeschichte zu erfinden um ihn auf ein amerikanisches Publikum abzustimmen. Meine beiden Großväter waren Offiziere im zweiten Weltkrieg und ich empfände es als persönlichen Angriff auf mich wenn jemand ihre Leistung verfälschte.“
Ayer unterzeichnete einen Vertrag über zwei Millionen Dollar, um ein Drehbuch für S.W.A.T. – Die Spezialeinheit zu verfassen, das auf seinen Originalentwürfen basiert. Regisseur des Films war Clark Johnson; der Film wurde 2003 veröffentlicht. 2001 beteiligte er sich am Drehbuch für The Fast and the Furious.
Ayers Debüt als Regisseur war der Film Harsh Times – Leben am Limit. Dabei handelt es sich um ein Drama, das auf den Straßen von Los Angeles gedreht wurde. Der Film zeigt, wie Gewalt sich auf die Versuche der Menschen auswirkt, ein normales Leben zu führen. Seine zweite Regiearbeit, bei der er auch am Drehbuch mitwirkte, ist der 2008 veröffentlichte Thriller Street Kings.
2017 wurde er in die Academy of Motion Picture Arts and Sciences (AMPAS) aufgenommen, die jährlich die Oscars vergibt.

## Filmografie
Drehbuchautor
- 2000: U-571
- 2001: Training Day
- 2001: The Fast and the Furious
- 2002: Dark Blue
- 2003: S.W.A.T. – Die Spezialeinheit (S.W.A.T.)
- 2005: Harsh Times – Leben am Limit (Harsh Times)
- 2008: Street Kings
- 2012: End of Watch
- 2014: Sabotage
- 2014: Herz aus Stahl (Fury)
- 2016: Suicide Squad
- 2020: The Tax Collector

Regisseur
- 2005: Harsh Times – Leben am Limit (Harsh Times)
- 2008: Street Kings
- 2012: End of Watch
- 2014: Sabotage
- 2014: Herz aus Stahl (Fury)
- 2016: Suicide Squad
- 2017: Bright
- 2020: Deputy – Einsatz Los Angeles (Deputy, Fernsehserie, Folge 1x01 und 1x02)
- 2020: The Tax Collector
- 2024: The Beekeeper
- 2025: A Working Man

Produzent
- 2001: Training Day (Koproduzent)
- 2005: Harsh Times – Leben am Limit (Harsh Times)
- 2012: End of Watch
- 2014: Sabotage
- 2014: Herz aus Stahl (Fury)
- 2017: Bright
- 2020: Deputy – Einsatz Los Angeles (Deputy, Fernsehserie, 13 Folgen)
- 2020: The Tax Collector
- 2025: A Working Man